# Blanka Paulů
Blanka Paulů (* 31. März 1954 in Vrchlabí) ist eine ehemalige tschechoslowakische Skilangläuferin.

## Werdegang
Paulů hatte ihren ersten internationalen Erfolg bei den Junioreneuropameisterschaften 1973 in Kawgolowo. Dort gewann sie die Bronzemedaille über 5 km. Im folgenden Jahr holte sie bei den nordischen Skiweltmeisterschaften 1974 in Falun Silber über 5 km und Bronze mit der Staffel. Über 10 km wurde sie Vierte. Im März 1974 siegte sie bei den Lahti Ski Games mit der Staffel. Bei der Winter-Universiade 1975 in Livigno gewann sie jeweils die Goldmedaille über 5 km und 10 km. Im Februar 1976 lief sie bei den Olympischen Winterspielen in Innsbruck auf den 17. Platz über 10 km, auf den zehnten Rang über 5 km und auf den sechsten Platz mit der Staffel. Ihre besten Ergebnisse bei den nordischen Skiweltmeisterschaften 1978 in Lahti waren der zehnte Platz über 10 km und der sechste Rang mit der Staffel. Im selben Jahr holte sie bei der Winter-Universiade in Špindlerův Mlýn die Goldmedaille über 5 km. Bei den Olympischen Winterspielen im Februar 1980 in Lake Placid kam sie auf den 30. Platz über 5 km, auf den 29. Rang über 10 km und auf den vierten Platz mit der Staffel. Im Februar 1981 gewann sie bei der Winter-Universiade in Candanchú die Bronzemedaille über 5 km und die Silbermedaille über 10 km. Bei den nordischen Skiweltmeisterschaften 1982 in Oslo belegte sie den 16. Platz über 20 km klassisch. Den 19. Platz über 20 km klassisch erreichte sie bei den nordischen Skiweltmeisterschaften 1985 in Seefeld. Bei den Olympischen Winterspielen 1984 in Sarajevo gewann sie Silber mit der Staffel und belegte den vierten Platz über 20 km klassisch. Im Skilanglauf-Weltcup konnte sie zwei Weltcuprennen gewinnen. Ihr bestes Gesamtweltcupergebnis war der vierte Platz in der Saison 1982/83.
Bei den tschechoslowakischen Meisterschaften siegte Paulů sechsmal über 10 km (1975, 1978, 1981–1984), fünfmal über 20 km (1976, 1980, 1982, 1983, 1985), viermal über 5 km (1974–1976, 1984) und einmal mit der Staffel (1976). Zudem wurde sie im Jahr 1973 tschechoslowakische Juniorenmeisterin über 5 km.

## Weltcupsiege im Einzel
| Nr. | Datum            | Ort           | Disziplin             |
| --- | ---------------- | ------------- | --------------------- |
| 1.  | 28. März 1982    | Štrbské Pleso | 10 km Individualstart |
| 2.  | 10. Februar 1983 | Sarajevo      | 5 km Individualstart  |

## Weltcup-Gesamtplatzierungen
| Saison  | Platz | Punkte |
| ------- | ----- | ------ |
| 1981/82 | 7.    | 81     |
| 1982/83 | 4.    | 121    |
| 1983/84 | 11.   | 70     |
| 1984/85 | 39.   | 12     |